# Blasco de Garay
 Blasco de Garay  (1500 ? - 1552) fou un marí i inventor de naixement incert.
Blasco de Garay va ser capità de l'armada en el regnat de l'Emperador Carles V. Va realitzar diverses contribucions importants a la navegació. La més rellevant va ser el desenvolupament de la roda de pales, que ja s'havia utilitzat en el segle iv a la Xina i l'Imperi Romà d'Orient, com a substitut dels rems, descobriment acreditat pels documents trobats a l'Arxiu General de Simancas per l'estudiós Joaquim Rubió i Ors i presentat el 1880. Se li atribueix la realització de les primeres proves de màquina de vapor aplicada a la navegació.

## Invents

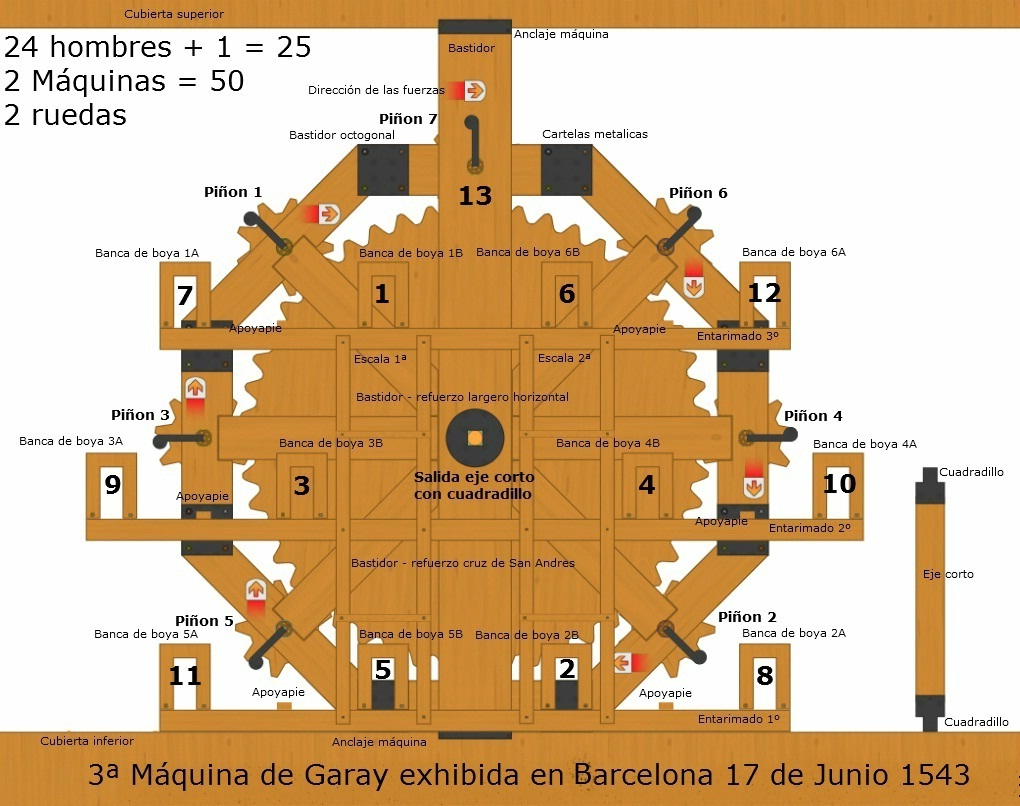
Tercera màquina de Garay exhibida a Barcelona el 17 de juny de 1543

El mateix Garay envià al rei un document on exposava les següents innovacions:
1. - Treure vaixells de sota l'aigua, encara que estiguessin submergits a cent braces de profunditat, amb només l'auxili de dos homes.
2. - Un aparell perquè qualsevol pogués estar submergit sota l'aigua tot el temps que li convingués.
3. - Un altre aparell per descobrir amb la simple vista objectes en el fons del mar.
4. - La manera de mantenir sota l'aigua una llum encesa.
5. - El medi de convertir en dolça l'aigua salobre.

Si hagués obtingut fons per investigar, la importància de Garay podia haver estat immensa i, tot i que comissionats van donar al rei espanyol informes positius sobre el projecte de navegació sense veles ni rems, el tresorer (ministre d'Hisenda), fos per superstició o per una altra raó, va desautoritzar el projecte.

## La controvèrsia de la navegació a vapor
L'atribució d'una prova de màquina de vapor a una embarcació realitzada per Blasco de Garay al port de Barcelona part de la comunicació del director de l'Arxiu General de Simancas, Tomás González Hernández, en il·lustre historiador Martín Fernández de Navarrete afirmant que en aquest fitxer hi ha documentació que avala una prova de navegació realitzada el 17 de juliol de 1543 pel mecànic naval i capità de mar de l'armada de Carles V d'un sistema de navegació sense veles ni rems que contenia una gran caldera d'aigua bullent. La carta de González a Martín Fernández és la següent:
| «                                                        | Blasco de Garay, capità de mar, va proposar l'any 1543 l'emperador i rei Carles V un enginy per fer caminar les naus i embarcacions grans, fins i tot en temps de calma, sense necessitat de rems ni velam. Malgrat els obstacles i contradiccions que va experimentar aquest projecte, l'emperador va convenir en què es assajar, com en efecte es va verificar al port de Barcelona el dia 17 de juny del Espresa any de 1543. Mai va voler Garay revelar l'enginy descobert, però es va veure al temps de l'assaig que consistia en una gran caldera d'aigua bullint i en una rodes de moviment complicades a una i altra banda de l'embarcació. L'experiència es va fer en una nau de 200 bótes, vinguda de Cotlliure a descarregar blat a Barcelona, anomenada la Trinitat, el seu capità Pere de Scarza. Per comissió de Carles V i del príncep Felip II, el seu fill, van intervenir en aquest negoci senyor Enrique de Toledo, el governador Pere de Cardona, el tresorer Ràvago, el vicecanceller, el mestre racional de Catalunya senyor Francisco Gralla, i molts altres subjectes de categoria, castellans i catalans, entre ells diversos capitans de mar que van presenciar l'operació uns dins de la nau i altres des de la marina. En els parts que van donar al rei i al príncep, tots generalment van aplaudir l'enginy, especialment la promptitud amb què es donava volta a la nau. El tresorer Ràvago, enemic del projecte, diu que aniria dues llegües cada tres hores: que era molt complicat i costós, i que hi havia molta exposició que esclatés amb freqüència la caldera. Els altres comissionats asseguren que la nau va fer ciavoga dos gols més prest que una galera servida pel mètode regular, i que anava a llegua per hora si més no. Conclòs l'assaig, va recollir tot l'enginy que havia armat a la nau, i atès que s'ha dipositat les fustes a les drassanes de Barcelona va guardar per si la resta. Malgrat les dificultats i contradiccions propostes per Ràvago, va ser apreciat el pensament de Garay, i si l'expedició en que llavors estava entestat Carles V no ho fes nosa sens dubte ho hagués encoratjat i afavorit. Amb tot això va promoure l'autor a un grau més, li va donar una ajuda de 200.000 maravedís de cop, va fer pagar per tresoreria general totes les despeses, i li va fer altres mercès. Així resulta dels expedients i registres originals que es custodien en el Reial fitxer de Simancas, entre els papers de l'Estat del negociat de Catalunya i els de la secretària de Guerra, part de mar i terra, en el referit any de 1543. | » |
| — Tomás González Hernández, Simancas, 27 d'agost de 1825 | |   |

El fet que no es trobessin els documents que van avalar aquesta carta va donar lloc a una polèmica entre erudits francesos i espanyols. El tema va adquirir tanta popularitat que Honoré Balzac va escriure una obra de teatre, una comèdia de cinc actes, amb el tema com a argument titulada Les resources de Quinola que va ser estrenada a París el 19 de març de 1842 i en la qual es donava la raó a la tesi espanyola.